# Hrabiowie Urgell
Mianowani przez władców frankijskich:
- 798-820 Borrell, hrabia Urgell i Cerdanyi
- 820-824 Aznar I, hrabia Aragonii
- 824-834 Galindo I Aznárez, hrabia Aragonii (syn)
- 834-848 Sunifred I, hrabia Cerdanyi
- 848-870 Solomon

Dynastia z Barcelony
- 870-897 Wilfred Włochaty, hrabia Barcelony, Girony-Osony i Urgell-Cerdanyi (syn Sunifreda I)
- 898-948 Sunifred II z Urgell (syn)
- 948 Sunyer I, hrabia Barcelony do 947, (brat, w związku z abdykacją nie przyjął tytułu, zmarł 950/954)
- 948-966 Miró (syn poprzedniego)
- 966-992 Borrell II, hrabia Barcelony, Girony, Osony (brat)

Dynastia Barcelona-Urgell
- 992-1010 Ermengol I z Cordoby (syn)
- 1010–1038 Ermengol II Pielgrzym (syn)
- 1038–1065 Ermengol III z Barbastro (syn)
- 1065–1092 Ermengol IV z Gerp (syn)
- 1092–1102 Ermengol V z Mollerussy (syn)
- 1102–1153/1154 Ermengol VI z Kastylii (syn)
- 1153/1154–1184 Ermengol VII z Walencji (syn)
- 1184–1208/1209 Ermengol VIII z Sant Hilari (syn)
- 1208/1209–1213 Aurembiaix (córka, usunięta) pod regencją Piotra II, króla Aragonii

Dynastia z Cabrery
- 1213–1228 Guerau I (uzurpator)

Dynastia Barcelona-Urgell
- 1228–1231 Aurembiaix (ponownie)
  - 1229–1231 Piotr (mąż, syn Sancho I, króla Portugalii)
- 1231–1236 do Aragonii

Dynastia z Cabrery
- 1236–1243 Ponce I
- 1243 Ermengol IX (syn)
- 1243–1268 Álvaro Kastylijczyk (brat)
- 1268–1314 Ermengol X (syn)
- 1314–1327 Teresa (córka)

Dynastia z Barcelony
- 1327–1347 Jakub I (syn Teresy i Alfonsa IV, króla Aragonii)
- 1347–1408 Piotr (syn)
- 1408–1413 Jakub II (syn, usunięty, zmarł w 1433)
- 1413 inkorporacja do Królestwa Aragonii